# Milutinovac
Milutinovac (cyr. Милутиновац) – wieś w Serbii, w okręgu borskim, w gminie Kladovo. W 2011 roku liczyła 143 mieszkańców.